# Cattedrale dell'Esaltazione della Santa Croce (Ginevra)
La cattedrale dell'Esaltazione della Santa Croce (o cattedrale ortodossa di Ginevra o Cathédrale de l’Exaltation de la Sainte Croix) è la chiesa ortodossa maggiore di Ginevra. È una delle cattedrali dell'eparchia di Londra e dell'Europa occidentale, diocesi appartenente alla Chiesa ortodossa russa fuori dalla Russia.
È situata nel quartiere residenziale di Les Tranchées, a Ginevra, in Svizzera

## Storia
Nel XIX secolo, Ginevra divenne un popolare luogo di ritrovo per molti nobili e facoltosi borghesi russi. Fra questi c'era anche la duchessa Anna Feodorovna, che finanzia i lavori di costruzione di una nuova chiesa ortodossa a Ginevra, dedicata a Maria.
Nel 1862 la città di Ginevra cedette alla comunità ortodossa locale un appezzamento di terreno su cui poter erigere una propria chiesa, sullo stesso sito dove un tempo sorgeva un antico cimitero paleocristiano e dove, fino al XV secolo, era situato il convento di San Vittore.
Il progetto venne realizzato da David Ivanovič Grimm, professore di architettura presso l'Accademia Imperiale di Belle Arti di San Pietroburgo, grazie al contributo della Granduchessa Maria, la figlia maggiore dell'imperatore Nicola I di Russia. La realizzazione del progetto venne affidata a Jean-Pierre Guillebaud, architetto di Ginevra.
La posa della prima pietra ebbe luogo nel settembre del 1863, e tre anni dopo la chiesa fu consacrata e dedicata alla Esaltazione della Santa Croce. Nel 1916, in occasione del cinquantesimo anniversario della chiesa, vennero notevolmente ampliate le tre navate ed è stato aggiunto sopra il portico centrale un campanile con cinque campane.

## Descrizione
La chiesa, progettata nell'antico stile moscovita, è costruita in pietra locale con una pianta a croce greca. L'edificio è costituito da una navata principale, sormontata da una cupola, e due laterali, separate dalla centrale da sei massicci pilastri. In totale cinque cupolete dorate sovrastano la chiesa. Le tre navate sono precedute da un nartece e da un portico d'accesso.
La decorazione interne sono state realizzare dal pittore Joseph Benzoni, di Lugano. Le pareti sono decorate in stile russo ispirato all'arte bizantina, con volute di fiori e foglie, decorazioni geometriche e il monogramma greco di Cristo "XP". Le volte delle navate laterali sono punteggiate con stelle dorate su sfondo blu. Giacomo Donati, artista di Lugano, ha realizzato le pitture della cupola centrale: l'affresco su uno sfondo d'oro del Cristo Pantocratore che benedice con la mano destra e tiene il globo nella sinistra, circondato da un fregio di serafini, posta nella cupola. Nei quattro angoli che sostengono la cupola sono rappresentate le effigi dei quattro evangelisti: l'aquila, il bue, il leone e angelo. Le figure del Salvatore, serafini e evangelisti sono state dipinte dal Professor.
Le due grandi icone della iconostasi rappresentano Cristo e la Madre di Dio, sono opera del pittore Nicolas Kochéleff, membro dell'Accademia Imperiale di Belle Arti di San Pietroburgo e sono state donate alla Chiesa di Ginevra dai monaci russi del Monte Athos.